# Елекмонар
Елекмонар — село в Чемальському районі  Республіки Алтай, біля впадання  однойменної річки в Катунь. Адміністративний центр Елекмонарського сільського поселення.
Розташоване на північному сході Алтайських гір, у підніжжя хребта Іолго. Через село проходить Чемальський тракт.